# Emil Kammer
Johann Gustav Emil Kammer (Groß Kannapinnen, atual Otschakovo, Kaliningrado, 8 de junho de 1874 – Darmstadt, 19 de abril de 1960) foi um engenheiro civil e professor universitário alemão.

## Formação e carreira
Johann Gustav Emil Kammer nasceu em 1874 em Groß Kannapinnen, Prússia Oriental, filho do proprietário de terras Johannes Kammer e sua mulher Auguste Camplaiar. Estudou engenharia de 1894 a 1898 nas universidades técnicas de Berlim, Hannover e Munique. A partir de 1898 trabalhou como engenheiro estrutural na construção de ferrovias. Em dezembro de 1904 obteve o diploma de engenheiro na Universidade Técnica de Darmstadt. Em seguida trabalhou por dois anos no departamento de construção da administração ferroviária em Calw. De 1906 a 1908 foi engenheiro da cidade de Breslávia. Em 1908 Kammer tornou-se engenheiro-chefe na Universidade Técnica de Berlim. Em 1913 obteve um doutorado na Universidade Técnica de Berlim, com a tese Statisch unbestimmte Hauptsysteme. Ein Beitrag zur Berechnung mehrfach unbestimmte Tragewerke, orientado por Heinrich Müller-Breslau e Siegmund Müller. Em 1919 tornou-se Privatdozent de construção civil na Universidade Técnica de Berlim. Em julho de 1919 recebeu o título de professor. Em 1921 finalmente se tornou professor associado em Berlim.
No mesmo ano mudou-se para a Universidade Técnica de Darmstadt como professor titular de engenharia. Lá trabalhou como professor titular até se aposentar em 1939. A cátedra de Kammer, que não possuía laboratório próprio, abrangia as áreas de engenharia estrutural, construção industrial em aço e pontes móveis. Kammer supervisionou vários trabalhos de conclusão de curso e concluiu trabalhos para a indústria. De 1924 a 1926 foi decano do departamento de engenharia. Em 1927/28 ocupou o cargo de reitor. Em 1934/35 foi decano do departamento de engenharia civil. Kammer não era membro do NSDAP, nem ingressou nas SA ou SS.
Aposentou-se em março de 1939. Morreu em Darmstadt em abril de 1960, aos 85 anos de idade.

## Publicações
- 1914: Statisch unbestimmte Hauptsysteme, Berlim.
- 1926: Der durchlaufende Träger über ungleichen Öffnungen, Berlim.
- 1928: Baustatik, Darmstadt.